# Rodri
Rodri (* 22. Juni 1996 in Madrid; voller Name Rodrigo Hernández Cascante; auch Rodrigo genannt) ist ein spanischer Fußballspieler, der seit Juli 2019 bei Manchester City unter Vertrag steht. Mit Manchester gewann er unter anderem vier Mal die englische Meisterschaft sowie die Champions League 2022/23. Mit der Nationalmannschaft gewann er die Europameisterschaft 2024 und wurde dabei zum Spieler des Turniers gewählt. 2024 wurde er zudem mit dem Ballon d’Or als Weltfußballer des Jahres ausgezeichnet.

## Karriere

### Vereine

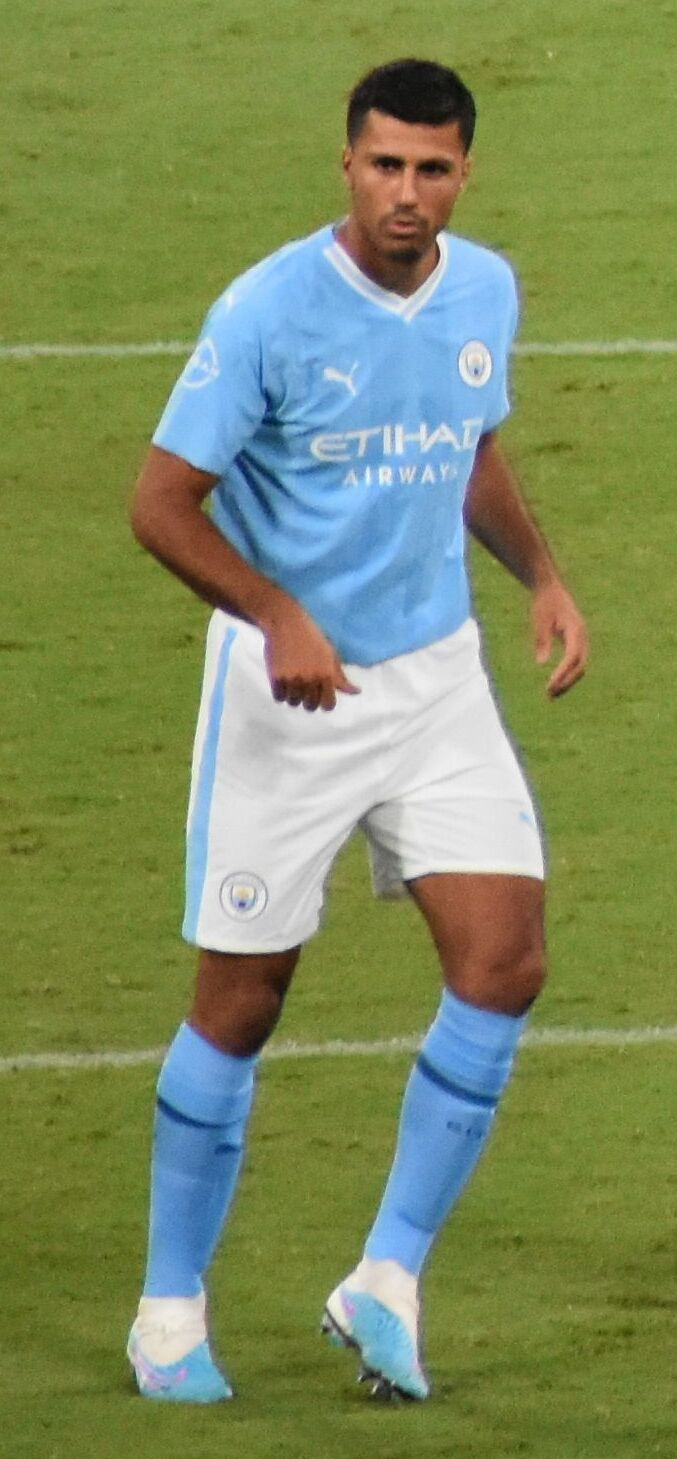
Rodri bei Manchester City (2023)

Rodri begann bei Rayo Majadahonda mit dem Fußballspielen und wechselte 2007 in die Jugend von Atlético Madrid. 2013 wurde er aufgrund körperlicher Defizite aussortiert und wechselte in die Jugend des FC Villarreal. Mittlerweile misst der defensive Mittelfeldspieler 191 cm.
Von Februar 2015 bis Mai 2016 kam Rodri in der zweiten Mannschaft in der drittklassigen Segunda División B zum Einsatz. Am 17. Dezember 2015 debütierte er beim 2:0-Sieg gegen die SD Huesca in der Copa del Rey in der ersten Mannschaft. Am 17. April 2016 debütierte Rodri in der Primera División, als er bei einer 1:2-Niederlage gegen Rayo Vallecano in der Schlussphase eingewechselt wurde. In der Saison 2016/17 rückte er fest in den Kader der ersten Mannschaft auf und kam zu 23 Ligaeinsätzen. In der Saison 2017/18 gelang Rodri mit 37 Ligaeinsätzen (36-mal von Beginn und ein Tor) der endgültige Durchbruch als Stammspieler.
Zur Saison 2018/19 wechselte Rodri zum Ligakonkurrenten Atlético Madrid, für den er bereits in seiner Jugend gespielt hatte. Bei Atlético erhielt er einen bis Juni 2023 laufenden Vertrag. Unter dem Cheftrainer Diego Simeone etablierte er sich schnell zum Stammspieler und absolvierte 34 Ligaspiele (32-mal in der Startelf), in denen er 3 Tore erzielte.
Zur Saison 2019/20 wechselte Rodri mittels seiner Ausstiegsklausel in Höhe von 70 Millionen Euro in die englische Premier League zu Manchester City. Er unterschrieb beim damals amtierenden Meister einen Vertrag mit einer Laufzeit bis zum 30. Juni 2024. 2022 wurde sein Vertrag bis zum 30. Juni 2027 verlängert.
Er schoss am 10. Juni 2023 im Finale der UEFA Champions League 2022/23 gegen Inter Mailand das einzige Tor. Manchester City gewann so zum ersten Mal in der Vereinsgeschichte die UEFA Champions League. Rodri wurde dabei offiziell zum Spieler der CL-Saison gewählt.
Für seine Leistungen in der Saison 2023/24 wurde Rodri im Oktober 2024 mit dem Ballon d’Or als Weltfußballer des Jahres ausgezeichnet. Bei der Wahl zum FIFA-Weltfußballer des Jahres 2024 landete er hinter Vinícius Júnior auf dem 2. Platz.

### Nationalmannschaft
Rodri gewann mit der spanischen U-19-Auswahl die Europameisterschaft 2015 in Griechenland. Mit der U-21-Auswahl nahm er an der Europameisterschaft 2017 teil, musste sich im Finale jedoch der deutschen Auswahl geschlagen geben.
Im März 2018 wurde Rodri von Julen Lopetegui in den Kader der A-Nationalmannschaft für die Testspiele gegen Deutschland und Argentinien berufen. Am 23. März 2018 debütierte er in der Nationalmannschaft, als er bei 1:1-Unentschieden gegen Deutschland in der 82. Spielminute für Thiago eingewechselt wurde.
Bei der Europameisterschaft 2021 stand Rodri im spanischen Aufgebot, das im Halbfinale gegen Italien ausschied. Er kam dabei auf fünf Einsätze.
Am 18. Juni 2023 gewann er mit der spanischen A-Nationalmannschaft die UEFA Nations League und wurde zum Spieler des Turniers gewählt. Am 14. Juli 2024 errang er mit dem spanischen Team den Europameistertitel und wurde auch hier zum Spieler des Turniers gekürt.

## Titel und Auszeichnungen

### Nationalmannschaft
- Europameister: 2024
- UEFA-Nations-League-Sieger: 2023
- U19-Europameister: 2015

### Vereine
International
- Champions-League-Sieger: 2023 (Manchester City)
- Klub-Weltmeister: 2023 (Manchester City)
- UEFA-Super-Cup-Sieger (2): 2018 (Atlético Madrid), 2023 (Manchester City)

England
(alle Manchester City)
- Meister (4): 2021, 2022, 2023, 2024
- Pokalsieger: 2023
- Ligapokalsieger (2): 2020, 2021
- Supercupsieger: 2024

### Auszeichnungen
- Ballon d’Or („Weltfußballer des Jahres“): 2024
- IFFHS-Weltfußballer: 2024
- Bester Spieler der Europameisterschaft: 2024
- Champions-League-Spieler der Saison: 2023
- Nominierung für den Ballon d’Or: 2023 (5. Platz)
- Wahl in das Team des Turniers der Europameisterschaft 2024

## Privates
Rodri besitzt einen Universitätsabschluss in Management & Business Administration an der Universität Jaume I in Castellón de la Plana.